# سميحة سميح
سميحة سميح (1 يناير 1916 - 12 أكتوبر 1942) هي ممثلة مصرية.

## حياتها ونشأتها
ولدت سميحة بمدينة المنصورة سنة 1916 لأسرة يونانية الأصل، من أصل يهودي، ولأنها كانت وحيدة والديها فقد حظيت برعاية خاصة وتدليل كبير تمثل في إلحاقها بالمدارس الأجنبية، وتعلمت اللغات المختلفة، فصارت تتحدث خمس لغات، كما تعلمت العزف على الكمان ورقص الباليه، اهتمت في سنواتها المبكرة بالأزياء فكانت ترتدي أحدث صيحات الموضة، ما أضفى على جمالها الطبيعي جمالاً.

## مسيرتها
تمنت سميحة أن تكون راقصة باليه شهيرة، لكنها كانت في الوقت نفسه تعشق التمثيل بسبب ترددها بصحبة والديها على دور العروض السينمائية بالمنصورة. وحينما كانت تحضر في عام 1938 أثناء عرض فيلم يحيا الحب لفتت أنظار المخرج محمد كريم وتعرف عليها ووعدها بدور البطولة في فيلمه القادم، وأخضعها للتدريب وفن الإلقاء، ومنحها دور البطولة إلى جانب محمد عبد الوهاب في فيلم يوم سعيد عام 1940، ولكن على الرغم من نجاح فيلمها الأول إلا أن لم تحصل علي أدوار بطولة أخري، فيلمها الثاني صرخة في الليل سنة 1940 شاركت بدور مساعد. وفي فيلمها الثالث العريس الخامس سنة 1942 أدت دور أمينة صديقة بطلة الفيلم آسيا داغر.

## أعتزالها وقتلها
أثناء تصويرفيلمها الأخير وقعت في غرام مساعد المصور، وبعد الانتهاء من التصوير، قررت اعتزال التمثيل وأشهرت إسلامها وأعلنت خطوبتها بشكل رسمي، ثم عادت إلى مدينة المنصورة لتنتهي حياتها هناك بشكل مأساوي، القاتل جار لها كان يحبها، فلما علم بخبر خطبتها قادته الغيرة إلى قتلها بطلق ناري سنة 1942 بعد أن قام باغتصابها بوحشية، وحينما قبض على القاتل والتحقيق معه اتهمها بالتجسس لصالح الصهاينة، وأن لا علاقة له بالقضية، وأن قتلها ربما تمّ على يد إحدى الجماعات اليهودية بسبب تغييرها لديانتها، وبالفعل أغلقت القضية، وقيدت القضية ضد مجهول.